# مادام باترفلای
مادام باترفلای (به ایتالیایی: Madama Butterfly) اپرایی در سه پرده از جاکومو پوچینی است. اپرانامه این اثر به زبان ایتالیایی و نوشته لوئیجی ایلیکا و جوزپه گیاکوزا است. اپرانامه بر اساس داستان کوتاهی به نام مادام باترفلای اثر جان لوتر لانگ نوشته شد.

## تاریخچه
اولین اجرای اپرا در ۱۷ فوریه سال ۱۹۰۴ در تالار لااسکالای شهر میلان روی صحنه رفت. این اجرا که در دو پرده بود و با اقبال چندانی روبرو نشد. مادام باترفلای چهار ماه بعد مجدداً در شهر برشا و این بار در سه پرده روی صحنه رفت، به این شکل که در این اجرای جدید، پرده دوم که بیش از اندازه طولانی بود به دو قسمت تقسیم شد و اندک تغییراتی دیگری هم در اپرا انجام شد. این اجرا با موفقیت زیادی همراه بود.

مادام باترفلای امروزه به یکی اپراهای اصلی در برنامه‌های اپراهای جهان بدل شده و رتبه ششم را در فهرست بیشترین اجرای اپرا در سرتاسر جهان را داراست.

## خلاصه داستان
پینکرتون افسر آمریکایی در ناکازاکی با یک گیشای ژاپنی آشنا می شود. گیشاها در حقیقت زنانی تعلیم دیده هستند که مردان را با فراهم کردن سرگرمی و رقص و آواز  همراهی می کنند. در اینجا پینکرتون عاشق یکی از گیشاها می شود. مافوق امریکایی او متوجه می شود که پینکرتون حقیقتا عاشق شیو شیو سن نیست و این شیو شیو سن (باترفلای) است که از تمام قلب عاشق اوست. با وجود تمام مخالفت ها از سوی امریکایی ها و نیز ژاپنی ها ازدواج آن دو توسط عاقد ژاپنی صورت می گیرد. شیو شیو سن از سوی خانواده اش طرد می شود. پس از مدتی پینکرتون به امریکا باز می گردد و شیو شیو سن مدتی طولانی را همراه با ندیمه اش سوزوکی و با فرزند خردسالش به‌سر می برد. سرانجام پینکرتون به ناکازاکی باز می گردد اما باترفلای متوجه می شود که پینکرتون او را دوست ندارد و حتی مجددا ازدواج و همسری امریکایی اختیار کرده است. باترفلای اندوهگین و شکست خورده در عشق یکسویه خود، به زندگی اش پایان می دهد.

## نقش‌ها
| نقش                                          | نوع صدا      |
| -------------------------------------------- | ------------ |
| مادام باترفلای                               | سوپرانو      |
| سوزوکی                                       | متزو سوپرانو |
| پینکرتون                                     | باریتون      |
| گورو                                         | تنور         |
| شاهزاده یامادوری                             | تنور         |
| یاکوساید                                     | باس          |
| کمیسر سلطنتی                                 | باس          |
| دفتردار رسمی                                 | باس          |
| کیت پینکرتون                                 | متزو سوپرانو |
| مادر مادام باترفلای                          | متزو سوپرانو |
| خاله                                         | سوپرانو      |
| دختر خاله                                    | سوپرانو      |
| بچه مادام باترفلای                           | ساکت         |
| وابستگان و دوستان و خدمتکاران مادام باترفلای |              |